# Temerin
Temerin (cyr. Темерин) – miasto w Serbii, w Wojwodinie, w okręgu południowobackim, siedziba gminy Temerin. W 2011 roku liczyło 25 348 mieszkańców.